# Republika Amalfi
Republika Amalfi či Amalf(in)ská republika (italsky Repubblica di Amalfi), oficiálně Vévodství Amalfi (italsky Ducato di Amalfi, latinsky Ducatus Amalphitanus) byla středověká námořní republika na území jihu dnešní Itálie na Amalfinském pobřeží.

## Historie
Republika Amalfi byl malý stát kolem stejnojmenného města v jižní Itálii. Na počátku 9. století se oddělil jako samostatné vévodství od Beneventa, od roku 839 byl námořní republikou. Zanikl v roce 1131, kdy byl dobyt Normany a byl připojen k Sicilskému království.
Vznikl zde „Námořní zákon“ (Tavole Amalfitane), který je uchován a vystaven v místním muzeu. Z období existence republiky se zachovalo několik stavebních památek, z nichž vyniká Dóm S. Andrea s bronzovým portálem dovezeným roku 1066 z Konstantinopole.